# British Home Championship 1970
De British Home Championship van 1970 was de 75e editie van de British Home Championship. Het toernooi werd gehouden van 18 tot en met 25 april 1970. Engeland, Schotland en Wales werden kampioen.

## Eindstand
| Team          | Gsp | W | G | V | DV | DT | DS | Ptn |
| ------------- | --- | - | - | - | -- | -- | -- | --- |
| Engeland      | 3   | 1 | 2 | 0 | 4  | 2  | +2 | 4   |
| Wales         | 3   | 1 | 2 | 0 | 2  | 1  | +1 | 4   |
| Schotland     | 3   | 1 | 2 | 0 | 1  | 0  | +1 | 4   |
| Noord-Ierland | 3   | 0 | 0 | 3 | 1  | 5  | –4 | 0   |

## Wedstrijden
|                                                    |       |                 |          |                                                                                |
| 18 april 1970 «onderlinge duels» 15:00 uur (UTC+1) | Wales | 1 – 1           | Engeland | Windsor Park, Belfast Toeschouwers: 31.000 Scheidsrechter: Eric Jennings (ENG) |
| 18 april 1970 «onderlinge duels» 15:00 uur (UTC+1) |       | 58' John O'Hare |          | Windsor Park, Belfast Toeschouwers: 31.000 Scheidsrechter: Eric Jennings (ENG) |

|                                                    |                    |       |                |                                                                              |
| 18 april 1970 «onderlinge duels» 15:00 uur (UTC+1) | Wales              | 1 – 1 | Engeland       | Ninian Park, Cardiff Toeschouwers: 40.126 Scheidsrechter: Tiny Wharton (SCO) |
| 18 april 1970 «onderlinge duels» 15:00 uur (UTC+1) | Dick Krzywicki 40' |       | 71' Franny Lee | Ninian Park, Cardiff Toeschouwers: 40.126 Scheidsrechter: Tiny Wharton (SCO) |

|                                                    |                                                     |       |                 |                                                                                     |
| 21 april 1970 «onderlinge duels» 19:45 uur (UTC+1) | Engeland                                            | 3 – 1 | Noord-Ierland   | Wembley Stadium, Londen Toeschouwers: 100.000 Scheidsrechter: Gaspart Pintado (ESP) |
| 21 april 1970 «onderlinge duels» 19:45 uur (UTC+1) | Martin Peters 6' Geoff Hurst 57' Bobby Charlton 81' |       | 50' George Best | Wembley Stadium, Londen Toeschouwers: 100.000 Scheidsrechter: Gaspart Pintado (ESP) |

|                                                    |           |       |       |                                                                             |
| 22 april 1970 «onderlinge duels» 20:00 uur (UTC+1) | Schotland | 0 – 0 | Wales | Windsor Park, Belfast Toeschouwers: 30.434 Scheidsrechter: Dave Smith (ENG) |
| 22 april 1970 «onderlinge duels» 20:00 uur (UTC+1) |           |       |       | Windsor Park, Belfast Toeschouwers: 30.434 Scheidsrechter: Dave Smith (ENG) |

|                                                    |           |       |          |                                                                                       |
| 25 april 1970 «onderlinge duels» 15:00 uur (UTC+1) | Schotland | 0 – 0 | Engeland | Hampden Park, Glasgow Toeschouwers: 137.438 Scheidsrechter: Gerhard Schulenburg (FRG) |
| 25 april 1970 «onderlinge duels» 15:00 uur (UTC+1) |           |       |          | Hampden Park, Glasgow Toeschouwers: 137.438 Scheidsrechter: Gerhard Schulenburg (FRG) |

|                                                    |              |       |               |                                                                              |
| 25 april 1970 «onderlinge duels» 15:00 uur (UTC+1) | Wales        | 1 – 0 | Noord-Ierland | Vetch Field, Swansea Toeschouwers: 27.067 Scheidsrechter: James Finney (ENG) |
| 25 april 1970 «onderlinge duels» 15:00 uur (UTC+1) | Ron Rees 36' |       |               | Vetch Field, Swansea Toeschouwers: 27.067 Scheidsrechter: James Finney (ENG) |